# Rousseloy
Rousseloy est une commune française située dans le département de l'Oise, en région Hauts-de-France. Ses habitants sont appelés les Ruisseliens et les Ruisseliennes.

## Géographie

### Localisation

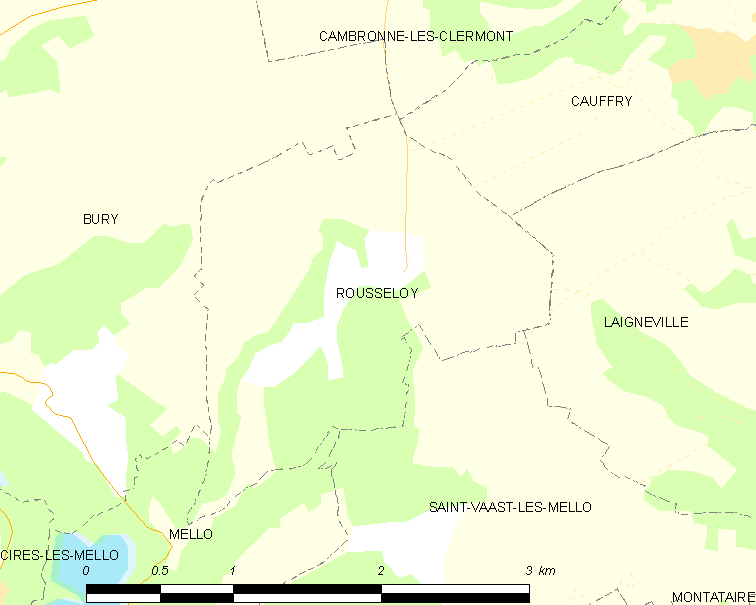
Communes limitrophes

Le village de Rousseloy est situé à 49 km au nord  de Paris, 28 km à l'est de Beauvais, 33,5 km à l'ouest de Compiègne et à 67 km au sud d'Amiens.
| Bury  | Cambronne-lès-Clermont | Cauffry               |
|       | Rousseloy              | Laigneville           |
| Mello |                        | Saint-Vaast-lès-Mello |

### Topographie et géologie
La commune s'étend entre 41 mètres d'altitude à l'extrême sud du territoire, au fond du ru de Flandre et 116 mètres au-dessus du niveau de la mer à la limite communale nord avec Bury et Cambronne-lès-Clermont. Le territoire se situe sur le plateau de Cambronne-lès-Clermont, duquel prend naissance un vallon dans lequel a été bâti le village et le hameau de Flandre. À la limite sud de la commune se trouve un second vallon secondaire qui rejoint le vallon principal. L'espace compris entre ces deux vallées forme le Mont de Lagny. La mairie du village se trouve à 95 mètres, l'église paroissiale, en surplomb, se situe environ à 100 mètres d'altitude. Le hameau de Flandre, en aval du village, se situe à 65 mètres et la ferme de Follemprise, à l'ouest, se situe à 97 mètres au-dessus du niveau de la mer. La commune se trouve en zone de sismicité 1. On dénombre une potentialité de mouvements de terrains. Le sol est également composé de plusieurs cavités (anciennes carrières).

### Hydrographie

#### Réseau hydrographique

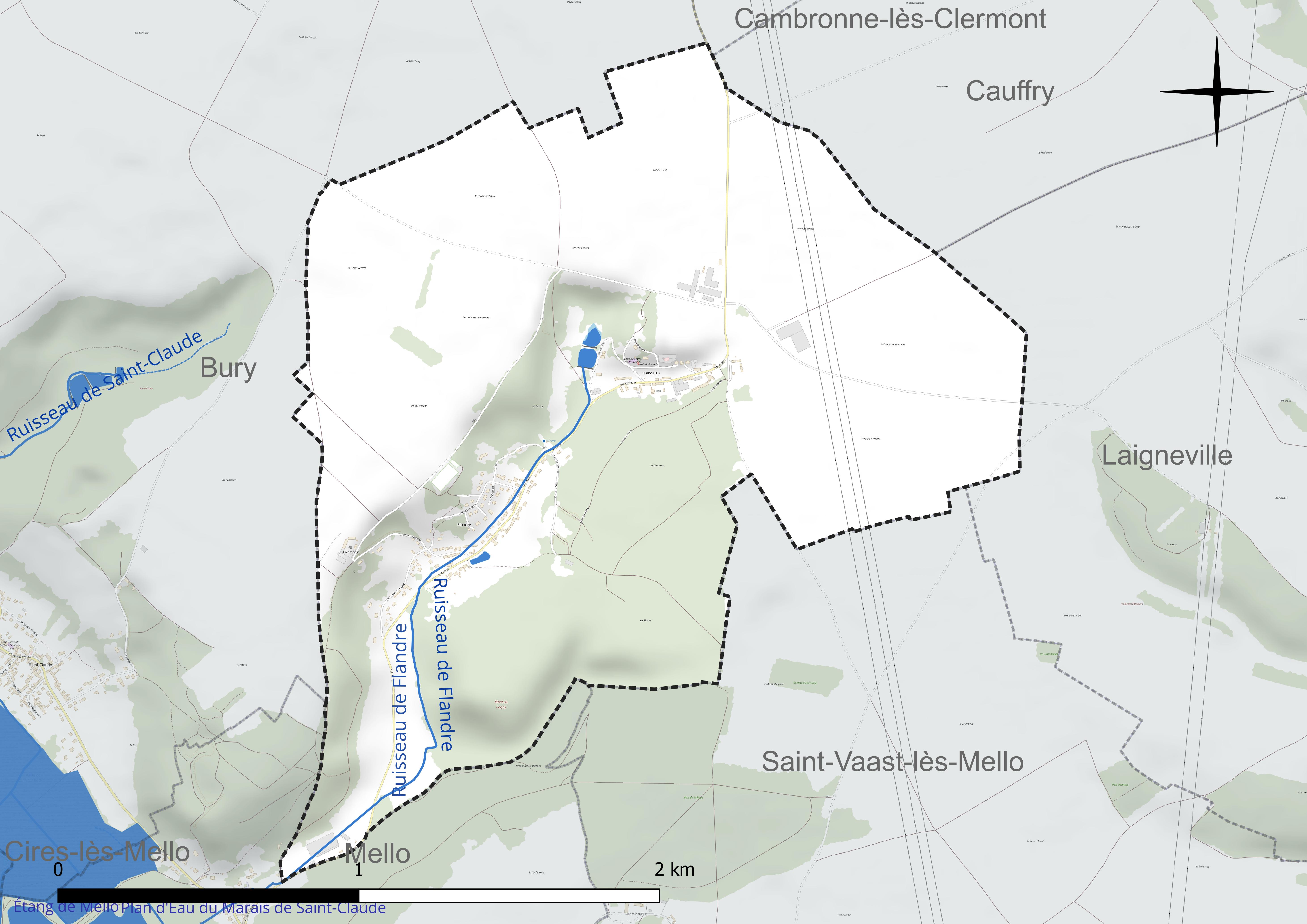
Réseau hydrographique de Rousseloy.

La commune est située dans le bassin Seine-Normandie. Elle est drainée par le ruisseau de Flandre,.
Le ru de Flandre, dernier affluent du Thérain, lui-même affluent l'Oise, prend naissance sur le territoire. Sa source est comprise au niveau de deux étangs, à l'ouest du village, en amont du vallon. Son cours se dirige ensuite vers le hameau de Flandre, d'où il tient son nom, où il a été couvert. En aval de ce hameau, son parcours rejoint la commune de Mello dans laquelle il se jettera dans le Thérain. Il s'agit du seul cours d'eau de la commune. Une mare se trouve au hameau de Flandre et une station de pompage se situe entre le chef-lieu et ce dernier hameau. Les zones les plus basses du territoire, situées dans le fond du vallon du ruisseau de Flandre, se situent au-dessus de plusieurs nappes phrératiques. On trouve également un lavoir au hameau de Flandre, rue de Mello, ainsi qu'une source rue de Clermont, dans le village.

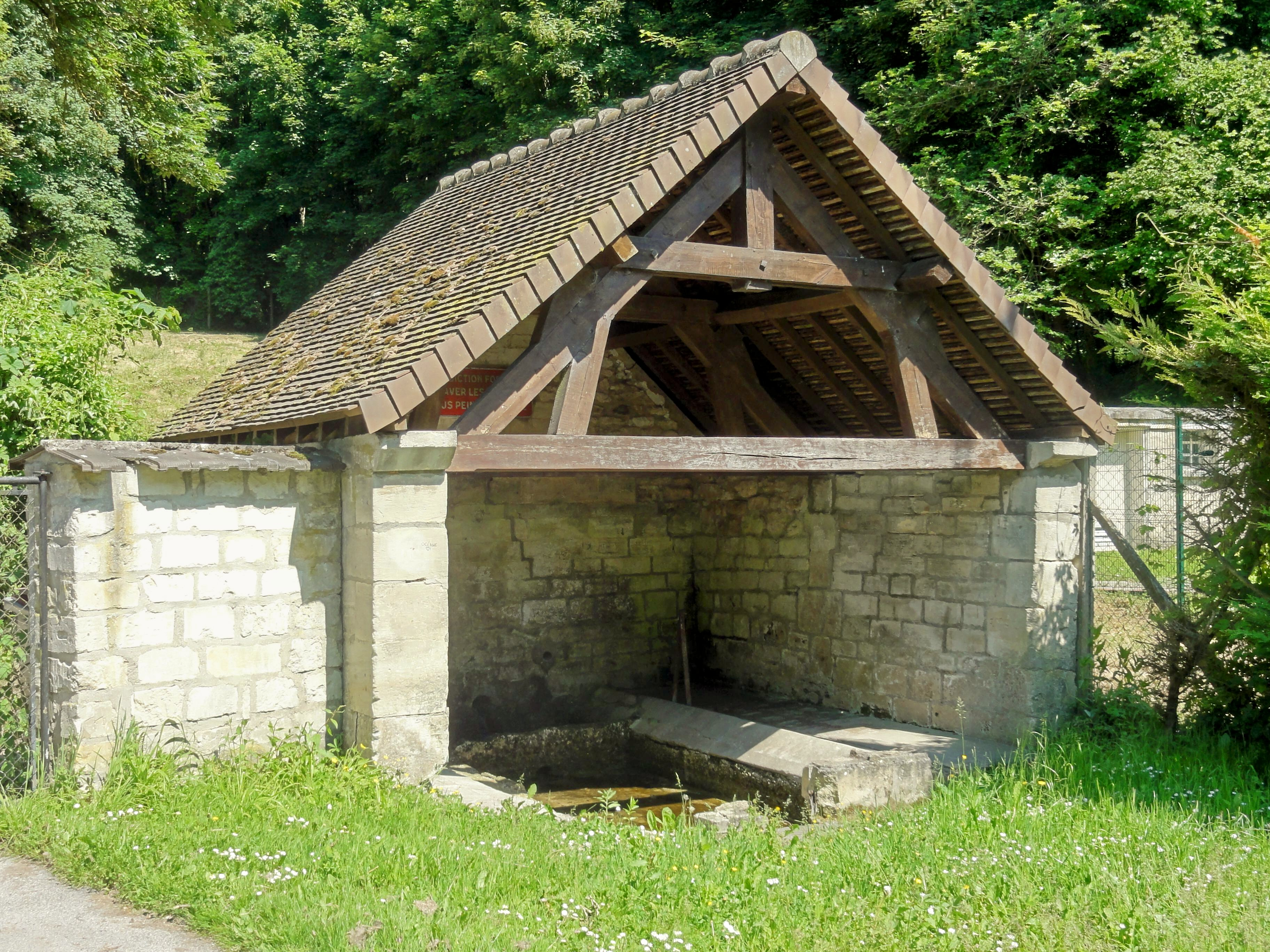
Lavoir, rue de Mello.
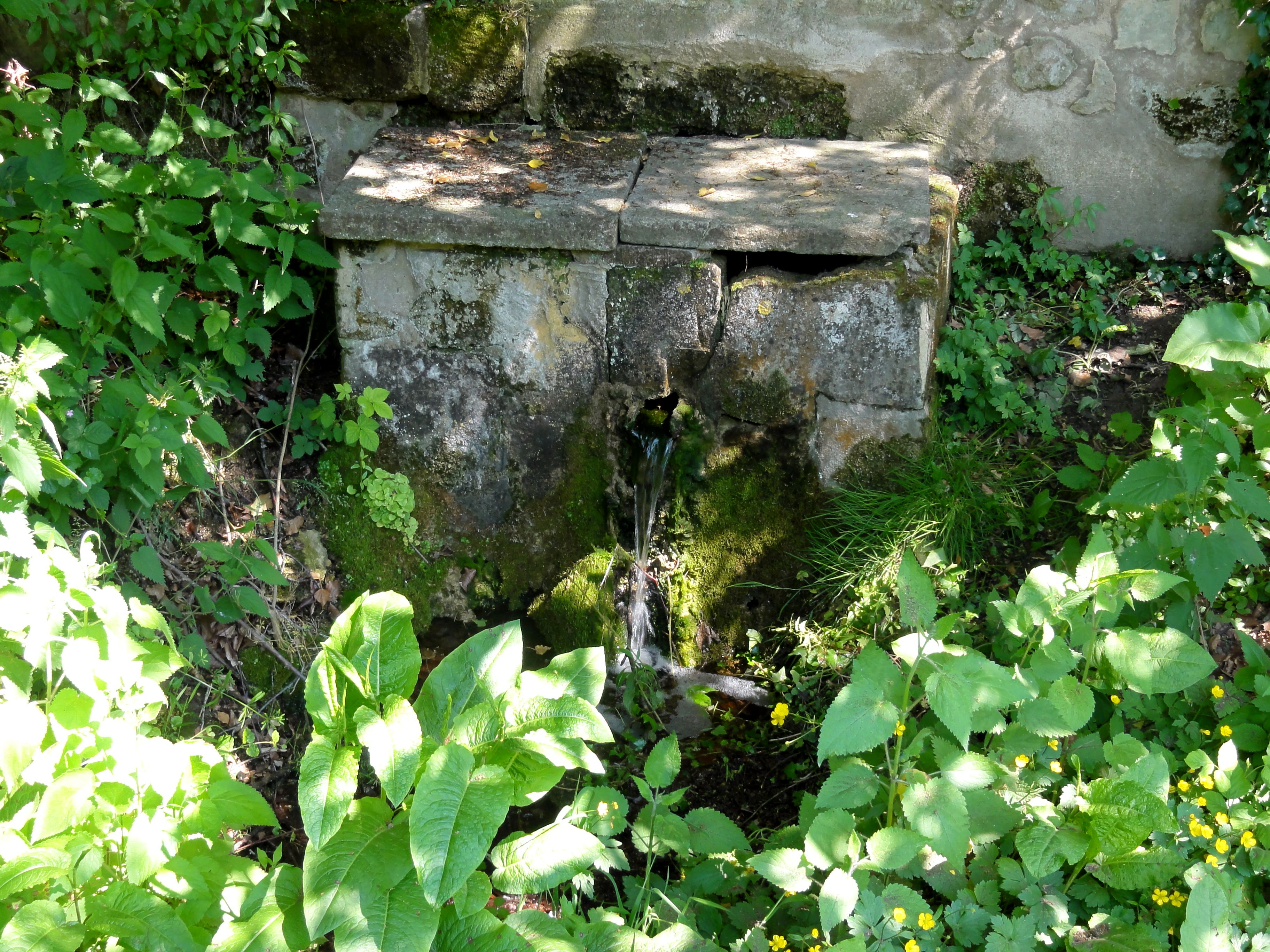
Source, rue de Clermont.

#### Gestion et qualité des eaux
Le territoire communal est couvert par le schéma d'aménagement et de gestion des eaux (SAGE) « Sensée ». Ce document de planification concerne un territoire de 1 219 km2 de superficie, délimité par le bassin versant du Thérain. Le périmètre a été arrêté le 27 janvier 2023 et le SAGE proprement dit est, en 2024, en cours d'élaboration. La structure porteuse de l'élaboration et de la mise en œuvre est le syndicat intercommunal de la Vallée du Thérain (SIVT). 
La qualité des cours d'eau peut être consultée sur un site dédié géré par les agences de l'eau et l'Agence française pour la biodiversité. 

### Climat
Pour des articles plus généraux, voir Climat des Hauts-de-France et Climat de l'Oise.
En 2010, le climat de la commune est de type climat océanique dégradé des plaines du Centre et du Nord, selon une étude du CNRS s'appuyant sur une série de données couvrant la période 1971-2000. En 2020, Météo-France publie une typologie des climats de la France métropolitaine dans laquelle la commune est exposée à un climat océanique et est dans la région climatique  Nord-est du bassin Parisien, caractérisée par un ensoleillement médiocre, une pluviométrie moyenne régulièrement répartie au cours de l'année et un hiver froid (3 °C). 
Pour la période 1971-2000, la température annuelle moyenne est de 10,5 °C, avec une amplitude thermique annuelle de 14,5 °C. Le cumul annuel moyen de précipitations est de 689 mm, avec 11,5 jours de précipitations en janvier et 7,9 jours en juillet. Pour la période 1991-2020, la température moyenne annuelle observée sur la station météorologique la plus proche, située sur la commune de Creil à 8 km à vol d'oiseau, est de 11,2 °C et le cumul annuel moyen de précipitations est de 662,2 mm,. Pour l'avenir, les paramètres climatiques de la commune estimés pour 2050 selon différents scénarios d'émission de gaz à effet de serre sont consultables sur un site dédié publié par Météo-France en novembre 2022.

### Milieux naturels
Hormis les espaces bâtis compris sur 21 hectares, la surface de la commune est à 61,2 % occupée par des cultures, sur près de 240 hectares. La superficie de la commune comprend également 32,5 % d'espaces boisés sur plus de 126 hectares que l'on retrouve sur les différents coteaux des vallons jusqu'à l'orée du plateau. Les vergers et prairies s'étendent sur 1,8 hectare et les zones marécageuses du ruisseau de Flandre ne rassemblent qu'un hectare,. Les différents espaces boisés constituent un corridor écologique potentiel.

## Urbanisme

### Typologie
Au 1er janvier 2024, Rousseloy est catégorisée commune rurale à habitat dispersé, selon la nouvelle grille communale de densité à sept niveaux définie par l'Insee en 2022.
Elle est située hors unité urbaine. Par ailleurs la commune fait partie de l'aire d'attraction de Paris, dont elle est une commune de la couronne,. 

### Occupation des sols
L'occupation des sols de la commune, telle qu'elle ressort de la base de données européenne d'occupation biophysique des sols Corine Land Cover (CLC), est marquée par l'importance des territoires agricoles (72,1 % en 2018), une proportion identique à celle de 1990 (72,1 %). La répartition détaillée en 2018 est la suivante : 
terres arables (61,8 %), forêts (27,9 %), zones agricoles hétérogènes (10,3 %). L'évolution de l'occupation des sols de la commune et de ses infrastructures peut être observée sur les différentes représentations cartographiques du territoire : la carte de Cassini (XVIIIe siècle), la carte d'état-major (1820-1866) et les cartes ou photos aériennes de l'IGN pour la période actuelle (1950 à aujourd'hui).

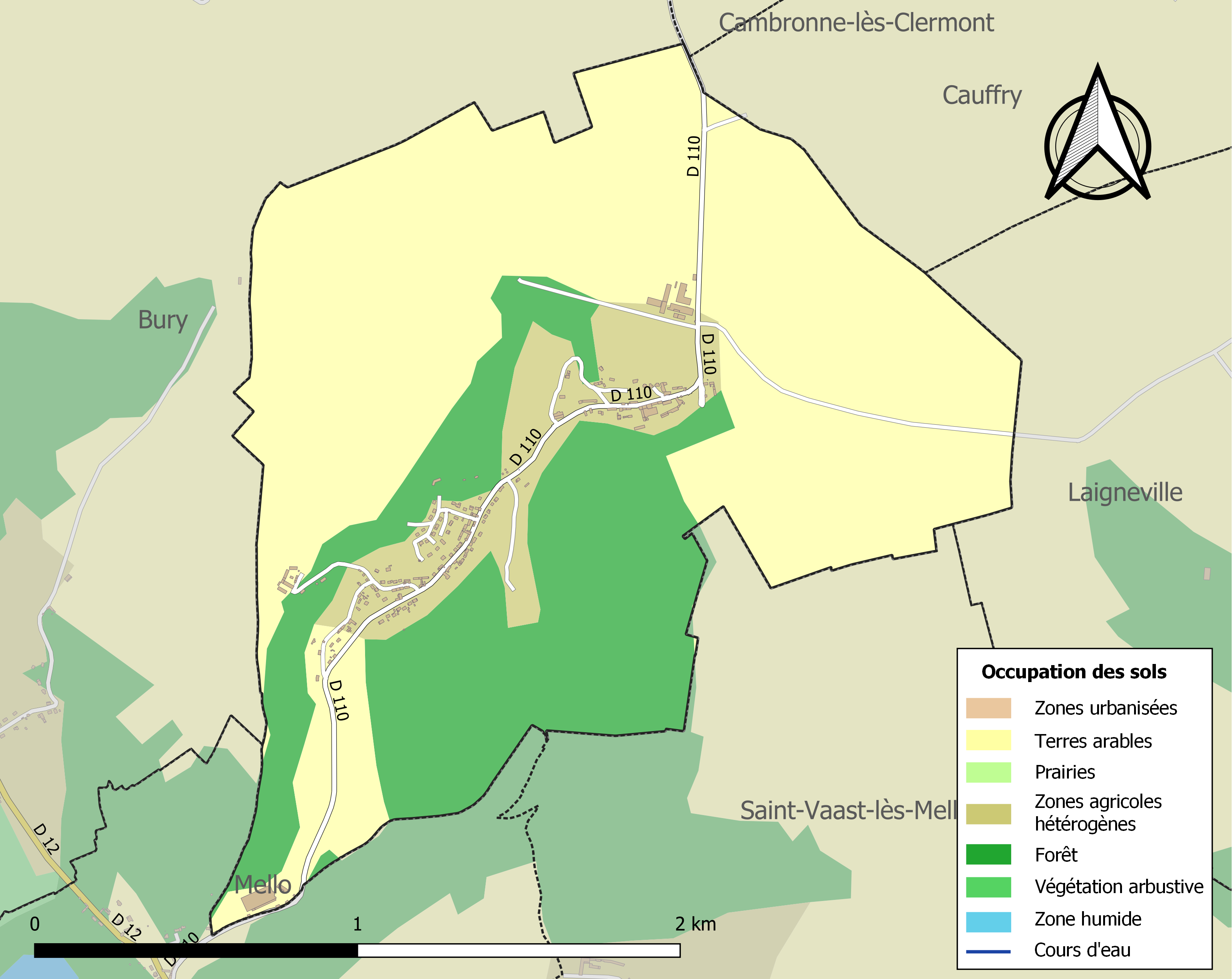
Carte des infrastructures et de l'occupation des sols de la commune en 2018 (CLC).

### Hameaux et lieux-dits
L'habitat est réparti en trois sites : le chef-lieu d'origine au sommet du vallon, le hameau de Flandre à l'ouest en aval, ainsi que la ferme de Folemprise au sommet du coteau dominant Flandre.

### Voies de communications et transports
La commune est desservie par une unique route départementale, la D 110. Reliant Clermont à Mello, il s'agit du principal axe routier traversant le territoire. Elle traverse le village par la rue de Clermont, puis le hameau de Flandre par la rue de Mello. Au nord, depuis cet axe, une route rejoint Soutraine (commune de Cauffry). Une autre voie, au nord du village, accède à Laigneville. Une autre route relie le hameau de Flandre à la ferme de Follemprise.
Les gares ferroviaires les plus proches sont celles de Cires-lès-Mello à 4 kilomètres au sud-ouest sur la ligne de Creil à Beauvais et de Laigneville, à l'est, située la même distance, sur la ligne Paris-Nord - Lille.
La commune est desservie par les services de transports à la demande AXO+3 et AXO+4 du réseau AXO via deux arrêts : le premier dans le village, le second au hameau de Flandre.
La commune est desservie, en 2023, par les lignes 6313 et 6344 du réseau interurbain de l'Oise. Une navette de regroupement pédagogique intercommunal (ligne 6819) relie l'école de Bury à la bibliothèque de Rousseloy.
L'aéroport de Beauvais-Tillé se trouve à 27,5 kilomètres à l'ouest et l'aéroport Paris-Charles-de-Gaulle se situe à 34 kilomètres au sud-ouest. Il n'existe aucune liaison entre la commune et ces aéroports par des transports en commun.
La commune de Rousseloy est traversée par le circuits de randonnée n° 1 du GEP Centre Oise, ou Circuit du Bout du Monde. Débutant à Ars (commune de Cambronne-lès-Clermont), son parcours forme une boucle autour du village et de Flandre, avant de revenir par le chemin initial, vers l'est.

## Toponymie
Le nom de la localité est attesté sous les formes Petro de Ruissel (vers 1140) ; Arnulfus de Russele (vers 1160) ; Ruisseloy (1182) ; Ruisseloi (1233) ; Resseloy (1243) ; Ruesselloy (1296) ; Raoul de Ruisseloy (1373) ; rousseloy (XIVe) ; Russelloy (1386) ; Ruisselloy (1390) ; terrouer de ruisseloy (vers 1530) ; Russeloy (1536) ; Rouseloy (1539) ; « la ville a quatte couture aultrement dict Russelloy » (1577) ; Rousselloy (1580) ; Rousseloy (1667) ; Rousselois (1728) ; Ruisseloi (XVIIIe).

## Histoire

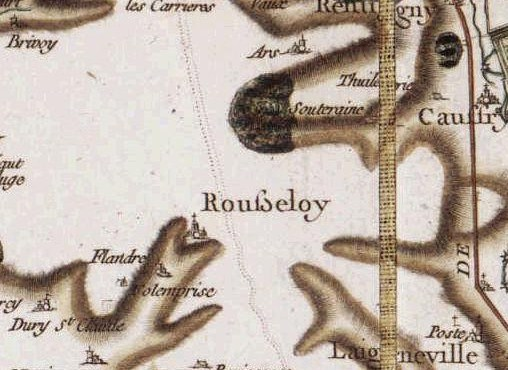
Rousseloy, carte de Cassini.

## Politique et administration
| Période                                  | Période                         | Identité        | Étiquette | Qualité                                                                                                  |
| ---------------------------------------- | ------------------------------- | --------------- | --------- | --- |
| Les données manquantes sont à compléter. |                                 |                 |           | |
|                                          |                                 |                 |           | |
| avril 1943                               |                                 | André Bouvier   |           | Président de la délégation spéciale nommée par le Régime de vichy après dissolution du conseil municipal |
|                                          |                                 |                 |           | |
| avant 1995                               | 1995                            | Pierre Le Conte |           | |
| mars 2001                                | En cours (au 28 septembre 2014) | Didier Rosier   |           | Réélu pour le mandat 2014-2020                                                                           |

## Population et société

### Démographie

#### Évolution démographique
L'évolution du nombre d'habitants est connue à travers les recensements de la population effectués dans la commune depuis 1793. Pour les communes de moins de 10 000 habitants, une enquête de recensement portant sur toute la population est réalisée tous les cinq ans, les populations de référence des années intermédiaires étant quant à elles estimées par interpolation ou extrapolation. Pour la commune, le premier recensement exhaustif entrant dans le cadre du nouveau dispositif a été réalisé en 2005.

En 2022, la commune comptait 283 habitants, en évolution de −10,16 % par rapport à 2016 (Oise : +0,87 %, France hors Mayotte : +2,11 %).
| 1793 | 1800 | 1806 | 1821 | 1831 | 1836 | 1841 | 1846 | 1851 |
| ---- | ---- | ---- | ---- | ---- | ---- | ---- | ---- | ---- |
| 122  | 131  | 139  | 133  | 151  | 133  | 124  | 119  | 143  |

| 1856 | 1861 | 1866 | 1872 | 1876 | 1881 | 1886 | 1891 | 1896 |
| ---- | ---- | ---- | ---- | ---- | ---- | ---- | ---- | ---- |
| 160  | 165  | 152  | 143  | 142  | 150  | 117  | 119  | 109  |

| 1901 | 1906 | 1911 | 1921 | 1926 | 1931 | 1936 | 1946 | 1954 |
| ---- | ---- | ---- | ---- | ---- | ---- | ---- | ---- | ---- |
| 97   | 86   | 84   | 96   | 74   | 83   | 83   | 104  | 122  |

| 1962 | 1968 | 1975 | 1982 | 1990 | 1999 | 2005 | 2006 | 2010 |
| ---- | ---- | ---- | ---- | ---- | ---- | ---- | ---- | ---- |
| 153  | 152  | 195  | 236  | 335  | 336  | 312  | 309  | 306  |

| 2015 | 2020 | 2022 | - | - | - | - | - | - |
| ---- | ---- | ---- | - | - | - | - | - | - |
| 315  | 292  | 283  | - | - | - | - | - | - |

#### Pyramide des âges
La population de la commune est relativement jeune.
En 2018, le taux de personnes d'un âge inférieur à 30 ans s'élève à 32,5 %, soit en dessous de la moyenne départementale (37,3 %). À l'inverse, le taux de personnes d'âge supérieur à 60 ans est de 27,7 % la même année, alors qu'il est de 22,8 % au niveau départemental.
En 2018, la commune comptait 144 hommes pour 163 femmes, soit un taux de 53,09 % de femmes, légèrement supérieur au taux départemental (51,11 %).
Les pyramides des âges de la commune et du département s'établissent comme suit.
| Hommes | Classe d’âge | Femmes |
| ------ | ------------ | ------ |
| 0,7    | 90 ou +      | 0,0    |
| 6,6    | 75-89 ans    | 7,1    |
| 23,4   | 60-74 ans    | 18,1   |
| 25,5   | 45-59 ans    | 21,9   |
| 16,8   | 30-44 ans    | 15,5   |
| 16,1   | 15-29 ans    | 16,1   |
| 10,9   | 0-14 ans     | 21,3   |

| Hommes | Classe d’âge | Femmes |
| ------ | ------------ | ------ |
| 0,5    | 90 ou +      | 1,4    |
| 5,5    | 75-89 ans    | 7,6    |
| 15,6   | 60-74 ans    | 16,3   |
| 20,8   | 45-59 ans    | 20     |
| 19,4   | 30-44 ans    | 19,4   |
| 17,6   | 15-29 ans    | 16,2   |
| 20,6   | 0-14 ans     | 19,1   |

## Lieux et monuments

### Monument historique

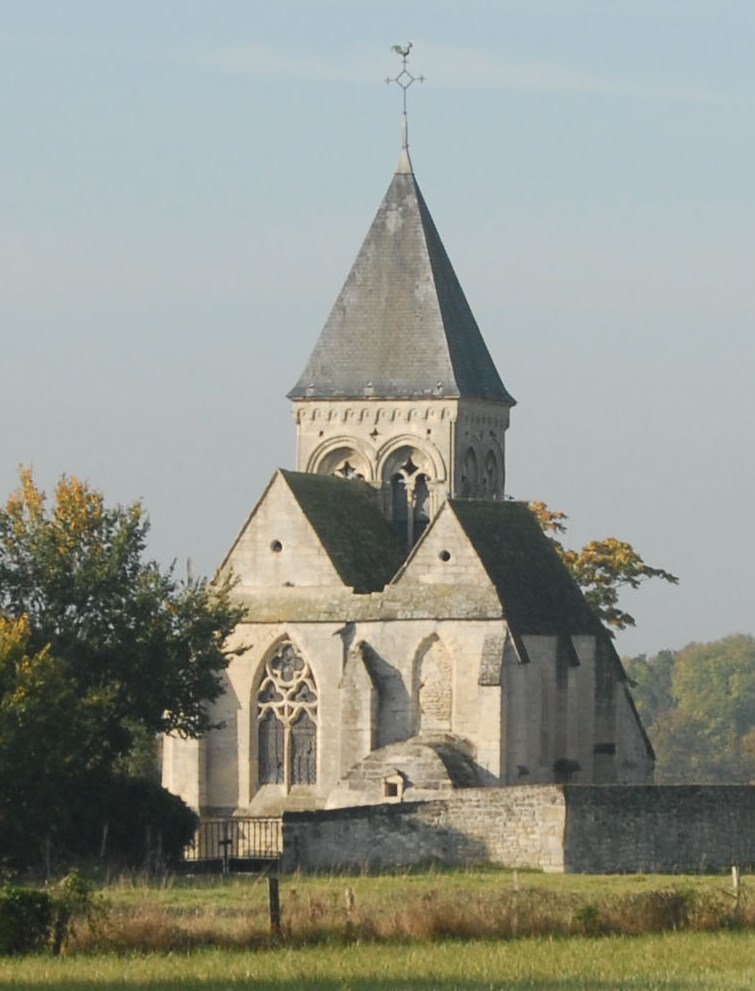
L'église Saint-Martin.

La commune compte un seul monument historique sur son territoire.
- Église Saint-Martin (classée monument historique par arrêté du 3 mai 1927[33]) : l'église des XIIe et XIVe siècles est composée d'un chœur-halle gothique de deux fois deux travées, précédé par deux travées romanes du XIIe siècle. L'église possède un clocher également roman dont la flèche était jadis en pierre. À l'intérieur de l'édifice se trouvent quelques chapiteaux romans et une cuve baptismale du XIIe siècle à colonnettes. La nef a été démolie en 1825. La cloche de 1501 est vraisemblablement la plus ancienne de la région.

### Autres éléments du patrimoine

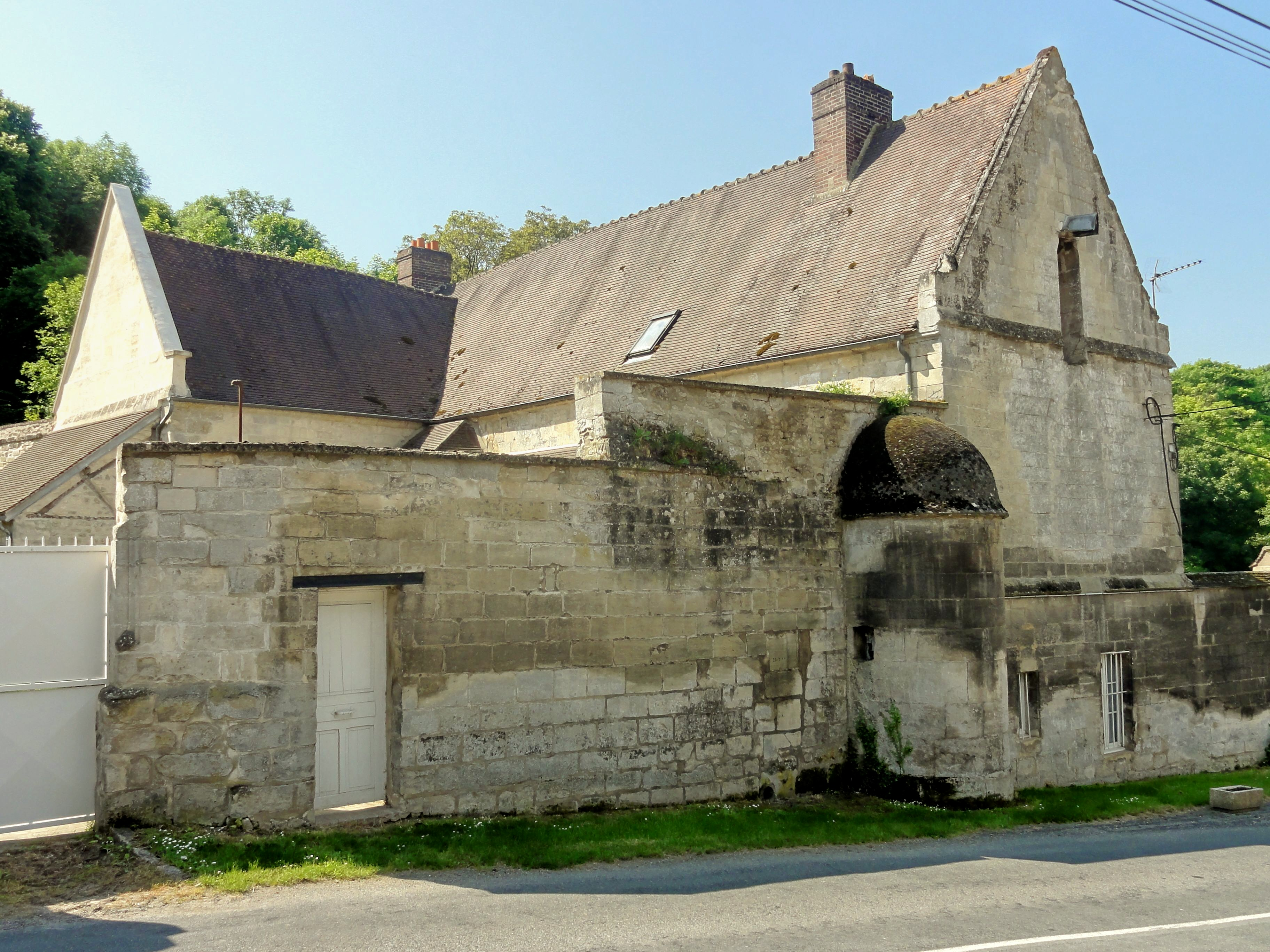
Ancien manoir.
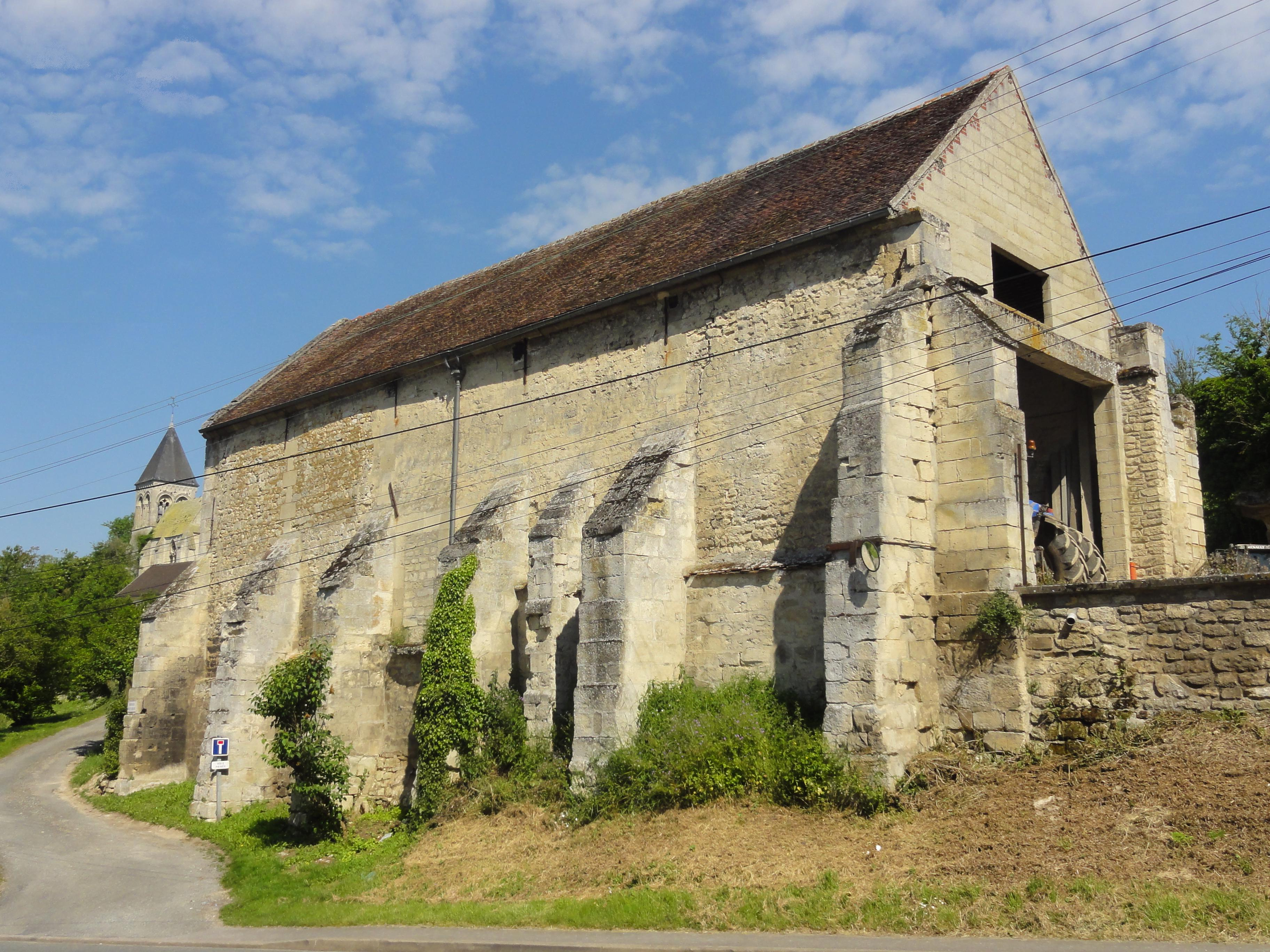
Ancienne grange dîmière.
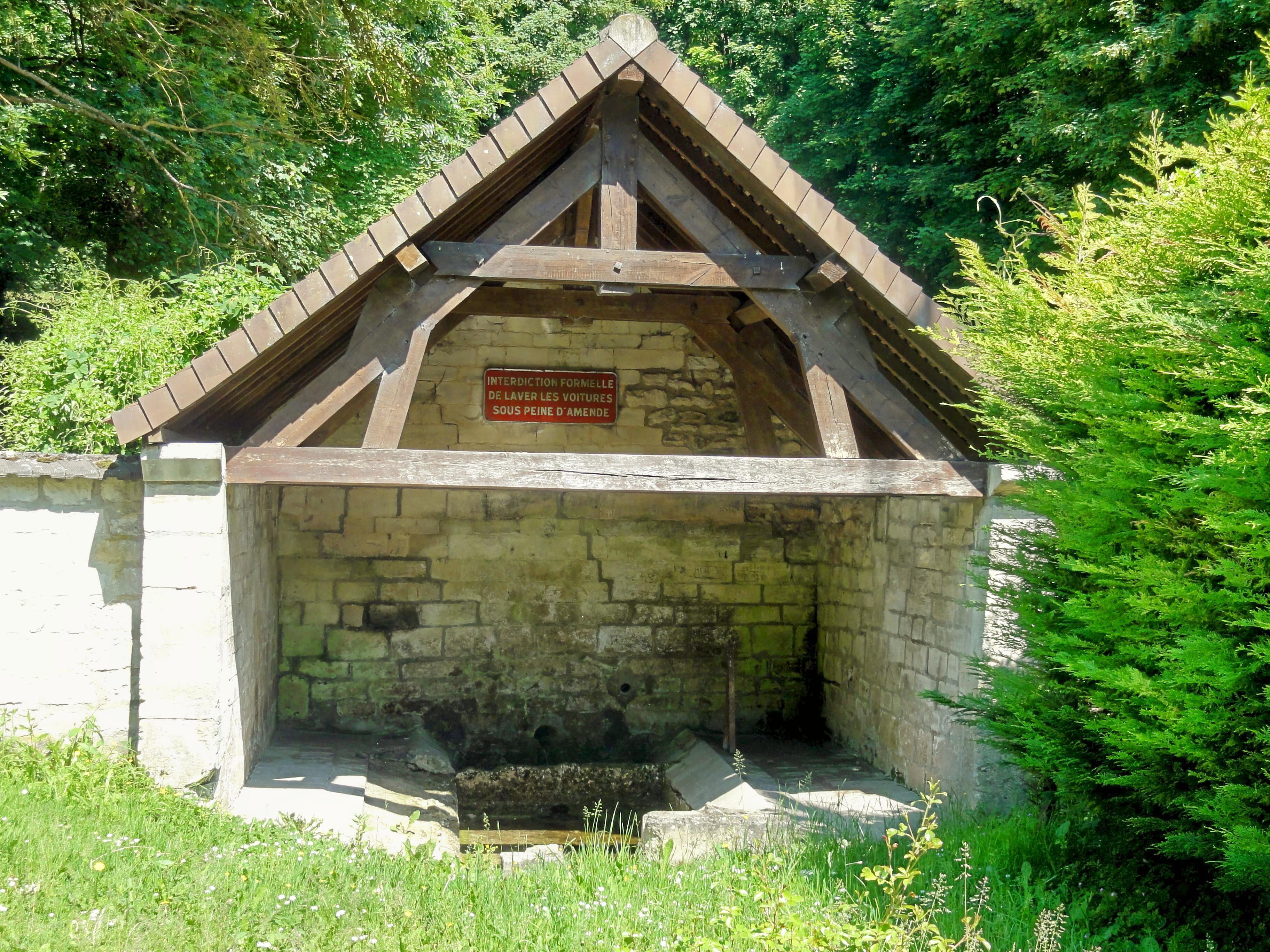
Lavoir de Flandre.
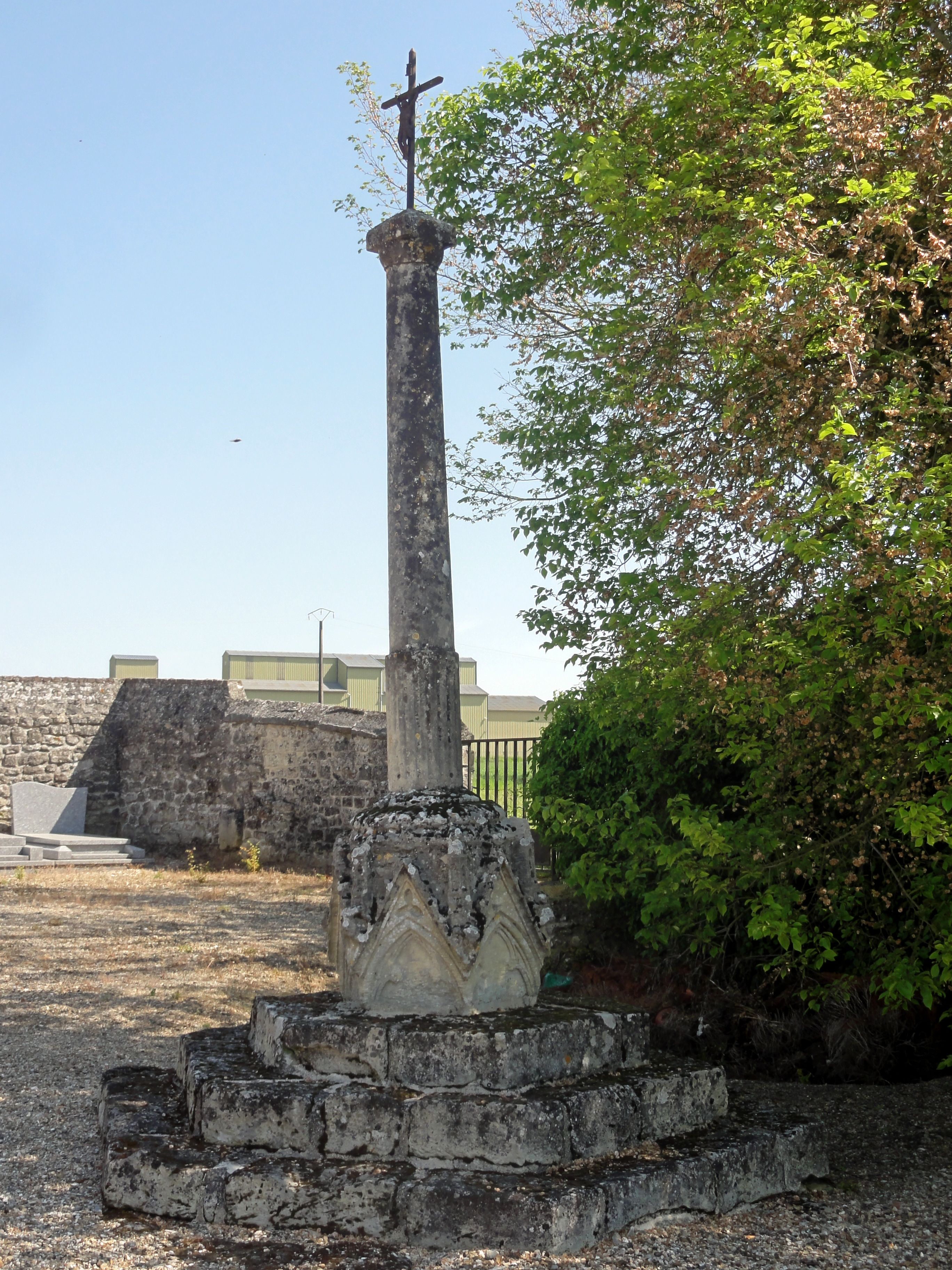
Croix du cimetière.

- Ancien manoir, rue de Clermont.
- Ancienne grange dîmière, face à l'ancien manoir.
- La ferme de Follemprise.
- Anciennes champignonnières.
- Lavoir de Flandre, rue de Mello.
- Stèle d'un fusillé à la Libération, rue de Mello.
- Croix du cimetière.